# Leptocera trochanterata
Leptocera trochanterata är en tvåvingeart som först beskrevs av Malloch 1913.  Leptocera trochanterata ingår i släktet Leptocera och familjen hoppflugor. Inga underarter finns listade i Catalogue of Life.